# Alois Rainer
Alois Georg Josef Rainer (Straubing, 7 de enero de 1965) es un carnicero y político alemán de la Unión Social Cristiana de Baviera (CSU) que ha estado sirviendo como miembro del Bundestag desde 2013. En mayo de 2025 fue nombrado Ministro Federal de Alimentación en el gobierno de Friedrich Merz.

## Biografía

### Formación y carrera profesional
Rainer cursó la escuela primaria y secundaria en Haibach entre 1971 y 1980. Posteriormente, completó una formación profesional como carnicero entre 1980 y 1983. Tras cumplir con el servicio militar obligatorio en 1983-1984, obtuvo el título de maestro carnicero en 1986 y asumió la gestión del negocio familiar en 1987.

### Trayectoria política
Se unió a la CSU en 1989. En 1996, fue elegido alcalde de Haibach, cargo que ocupó durante 18 años hasta 2014 . Desde 2002, es miembro del consejo del distrito de Straubing-Bogen. Ha ocupado diversos cargos dentro de la CSU, incluyendo presidente del comité de distrito de la Unión de Pequeñas y Medianas Empresas desde 2005 y vicepresidente del comité de distrito desde 2015.

#### Miembro del Bundesag
En 2013, fue elegido miembro del Bundestag. Entre 2018 y octubre de 2019, fue portavoz de política financiera de la CSU en el Bundestag. De 2019 a diciembre de 2021, se desempeñó como portavoz de política de transporte del grupo parlamentario CDU/CSU. Desde diciembre de 2021 hasta 2025, presidió el Comité de Finanzas del Bundestag.

#### Ministro Federal de Alimentación
En abril de 2025, Rainer fue propuesto como Ministro Federal de Alimentación y Agricultura en el gabinete de Friedrich Merz. En este rol, ha expresado su intención de promover una mayor presencia de carne en los menús de las guarderías, argumentando que actualmente se ofrece en cantidades insuficientes. Esta postura ha sido criticada por expertos en nutrición, quienes señalan que los niños ya consumen más carne de la recomendada. Además, Rainer se opone a aumentar el impuesto al valor agregado sobre los productos cárnicos.

## Participación en comités y organizaciones
- Miembro del consejo asesor de la Deutsche Flugsicherung (2020-2022).
- Miembro del consejo de supervisión de Toll Collect GmbH (2020-2022).
- Miembro del patronato del Deutsches Museum de Múnich desde 2020.

- Miembro del patronato de la Fundación de Soldados y Veteranos de la Bundeswehr desde 2021.

## Vida personal
Rainer está casado y tiene dos hijos. Es de religión católica. Es el hermano menor de la política Gerda Hasselfeldt.